# Diskussionspapier
Diskussionspapiere oder Arbeitspapiere (engl. Working Paper) sind meist mehrseitige Veröffentlichungen von Wissenschaftlern, die – im Gegensatz zu Aufsätzen in Fachjournalen – nicht in Fachzeitschriften oder Fachbüchern erscheinen, sondern als projekteigene Veröffentlichungen in eigener Regie  – quasi im „Eigenverlag“ – verbreitet werden, z. B. über das Internet. Working paper in diesem Sinne können auch Vorab-Veröffentlichungen von akademischen Artikeln, Buchkapiteln oder Reviews sein. Working Papers sind besonders in den Wirtschaftswissenschaften verbreitet. Ein ähnliches Konzept sind Preprints.
Oft gibt es auch professionell aufgemachte, z. B. gebundene oder geheftete Exemplare, die parallel zur Verbreitung über das Internet direkt z. B. an Kollegen verschickt werden. Sie sind zwar keine Veröffentlichungen, die einen Peer-Review-Prozess durchlaufen haben, und gehören somit zur grauen Literatur, definieren aber die eigene Position und dienen Kollegen als verbindliche Information. Kollegen werden mit den Diskussionspapieren aufgerufen, diese zu kommentieren und so den Autoren weitere Anregungen zu geben, oder diese auf Fehler oder Unstimmigkeiten in den Diskussionspapieren hinzuweisen. 
Auch dienen Diskussionspapiere bei der Anwendung in Unternehmen der Überprüfung vorhandener Standards und der Weiterentwicklung von Prozessen. Hierzu werden bestehende Dokumentationen überprüft, die möglichen Änderungen in einem Diskussionspapier zusammengefasst und dann – häufig elektronisch – anderen Betroffenen zur Abstimmung zur Verfügung gestellt. Im Ergebnis soll eine Weiterentwicklung des Status quo stehen, die einen Mehrwert für alle Seiten bietet.

## Beispiele
Große Universitäten sammeln und veröffentlichen Diskussionspapiere ihrer Mitarbeiter. So stellt die Harvard Business School eine große Sammlung von Arbeiten bereit, deren Veröffentlichung für die nächsten ein bis drei Jahre geplant ist. Eine andere große Sammlung bietet die Princeton University (in Kooperation mit der Stanford University) mit dem Projekt Princeton/Stanford Working Papers in Classics. Aber auch in Deutschland wird diese Form der wissenschaftlichen Arbeit genutzt, etwa an der Martin-Luther-Universität Halle-Wittenberg. Auch die Deutsche Bundesbank stellt eine Sammlung von Diskussionspapieren zur Verfügung (695 Diskussionspapiere, Stand Februar 2015).
Eine überinstitutionale Sammlung von wirtschaftswissenschaftlichen Forschungspapieren bietet Research Papers in Economics (RePEc). RePEc ist eine international verteilte Datenbank für Diskussions- und Arbeitspapiere, deren Autoren und Homepages.